# アーバイン (カリフォルニア州)
アーバイン（Irvine, California）は、アメリカ合衆国カリフォルニア州オレンジ郡にある都市。人口は30万7670人（2020年）。ロサンゼルスとサンディエゴの中間にあり、広域的にはロサンゼルス大都市圏に含まれる。高等教育機関が充実している事と、低い犯罪発生率で知られる都市である。

## 概要

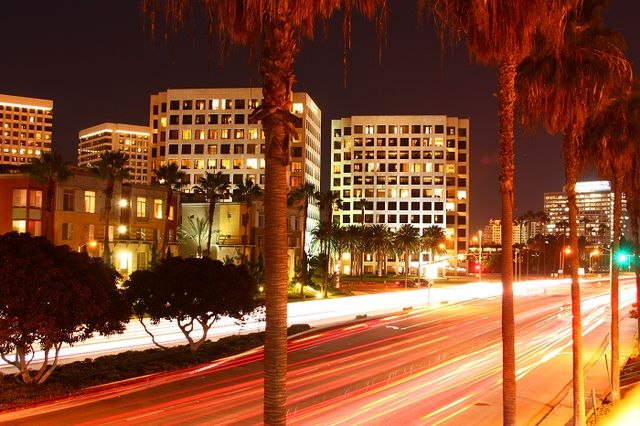
夜のアーバイン

アーバインは1960年代以来、主にアーバイン社(en)によって開発された計画都市である。1959年、カリフォルニア大学アーバイン校を中心に人口5万人程度の都市を開発する計画が策定され、1971年12月28日の住民投票により当初の計画を上回る大規模開発計画が認められた。アーバインのレイアウトは、ロサンゼルスの建築家ウィリアム・ペレイラによって設計された。市内は名称を「村」と呼ばれる居住区に分割されている。 各居住区は6車線の通りによって分割されており、各居住区には買い物施設、宗教施設、学校が設置された居住地域が置かれている。
計画段階から都市の景観には配慮が行われており、多くの緑地帯、貯水池、公園を有する。アーバインにおいては都市の景観を守るために厳しい規制が行われている。各居住区の住宅所有者の協会が、家の外観（住宅の塗装色、屋根のデザインや植樹の種類など）に関する規制を行っている。厳しい地域では、家の外に駐車できる乗り物すら制限を受ける。
市の花はアガパンサス、市の木はクスノキ、市の昆虫はアゲハチョウ。

## 人口動勢
2010年度の国勢調査によると、人種別には約50%が白人系、約40%がアジア系、約7%がラテンアメリカ系、約1%がアフリカ系、残りがその他となっている。年齢別には23.5%が18歳以下、18歳から24歳が14.4%、教育都市らしい構成となっている。家族構成では、53.8%が既婚世帯、32.9%が単身世帯である。住民の教育水準は高く、住民の6割は大学を卒業している。世帯の平均収入は8万5624ドル。

## 経済
IBC（アーバイン・ビジネス・コンプレックス）地区を中心にハイテク企業が集まっており、「第二のシリコンバレー」とも呼ばれる。UCI、Irvine Unified School District（幼稚園から高校までの公立学校を管理する学校区）、ベライゾン・ワイヤレス、ブロードコムが大口雇用者である。
なお、アーバインに現地法人の本社を置くアジア系企業も多い。

### アーバインに本社を置く企業

#### 現地企業
- In-N-Out Burger
- ウェスタン・デジタル
- ゲートウェイ
- タコベル
- パラゴンソフトウェア
- VIZIO
- ブロードコム
- リヴィアン
- Razer

ほか

#### 日本企業の現地法人
- アシックス
- アトラス
- シマノ
- 東芝
- マツダ
- マルちゃん
- マルコメ

ほか

#### その他
- NHN（韓国企業の現地法人）
- 起亜自動車（韓国企業の現地法人）
- サムスン電子（韓国企業の現地法人）
- BenQ（台湾企業の現地法人）

ほか

## 犯罪
FBIの発表（2005年）によれば、アーバインは全米で最も安全な都市とされている。住民10万人あたりの凶悪犯罪件数は30件で、全米で最も低い水準にある。モーガン・クイットノー社が発表している「全米の安全な都市」ランキングでは、1995年版で1位に輝いたのをはじめ、毎年ベスト15位以内に入っている。

## 交通

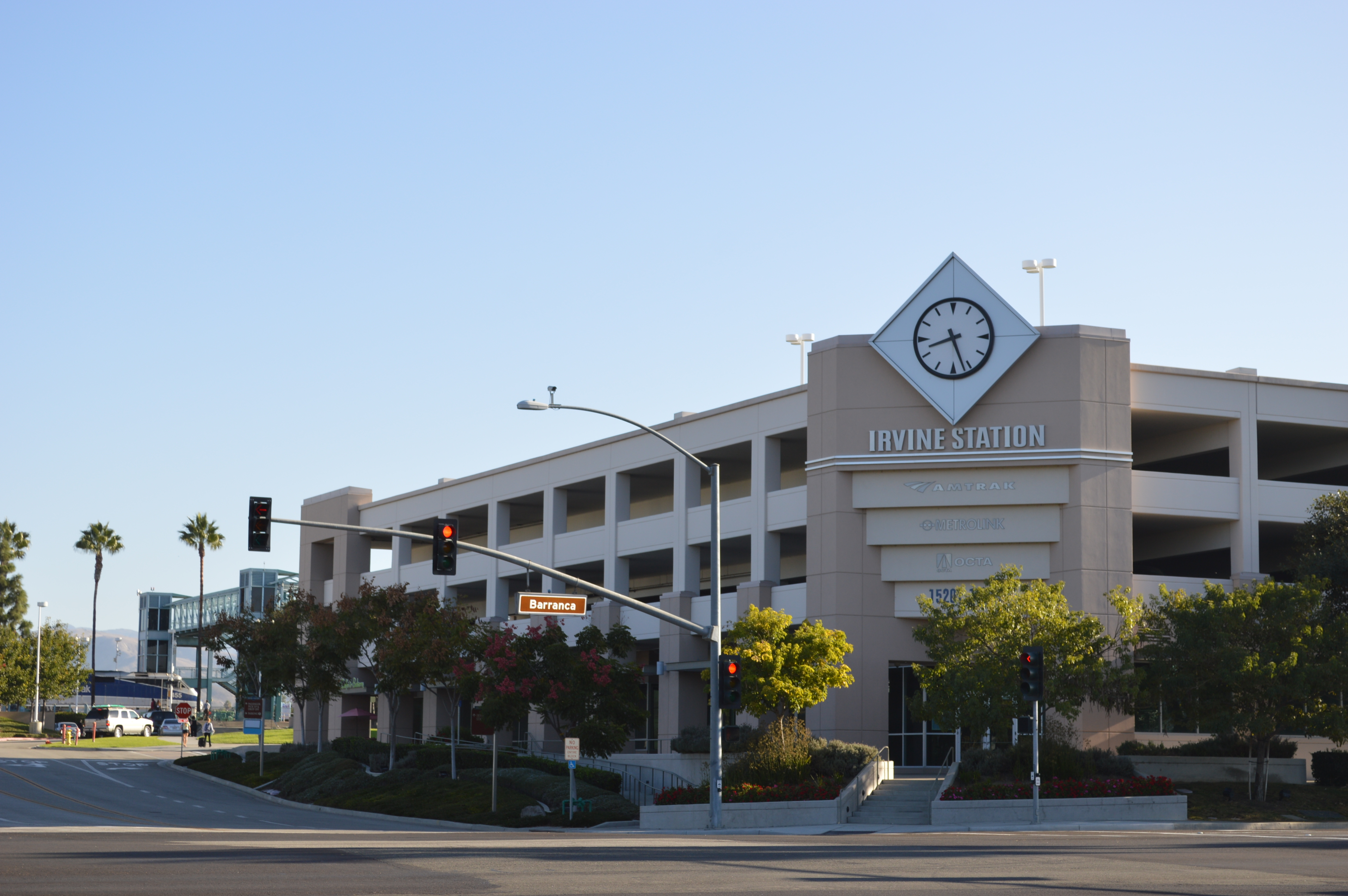
アーバイン駅

### 航空
市の北西に隣接してジョン・ウェイン空港があり、デルタ航空、アメリカン航空、サウスウエスト航空、ユナイテッド航空などから各地へ国内線が出ている。

### 鉄道
アーバイン・トランスポーテーション・センター (アーバイン駅) から、アムトラックとメトロリンクに乗ることができる。

## 教育

### 大学
- カリフォルニア大学アーバイン校（UCI）
- 南カリフォルニア大学オレンジ郡センター
- アライアント国際大学
- コンコルディア大学　http://www.cui.edu/
- アーバインバレーコミュニティーカレッジ（短期大学）

### 高校
アーバイン公立学区には高校が5校ある。
- ユニバーシティ高校
- ノースウッド高校
- ウッドブリッジ高校
- アーバイン高校
- ポルトラ高校

これらの学校はGPA（Grade Point Average：内申点）で高い水準にある。ユニバーシティ高校が全米の最も優れた公立校の一校に選ばれた際、教育環境を重視する親たちにより、近隣の地価高騰の原因となった。ノースウッド高校も同様に最も優れた公立校に選ばれている。

## 気候
地中海性気候である。
| アーバインの気候       | アーバインの気候 | アーバインの気候 | アーバインの気候 | アーバインの気候 | アーバインの気候 | アーバインの気候 | アーバインの気候 | アーバインの気候 | アーバインの気候 | アーバインの気候 | アーバインの気候 | アーバインの気候 | アーバインの気候 |
| 月                     | 1月              | 2月              | 3月              | 4月              | 5月              | 6月              | 7月              | 8月              | 9月              | 10月             | 11月             | 12月             | 年               |
| ---------------------- | ---------------- | ---------------- | ---------------- | ---------------- | ---------------- | ---------------- | ---------------- | ---------------- | ---------------- | ---------------- | ---------------- | ---------------- | ---------------- |
| 最高気温記録 °C （°F） | 36 (96)          | 35 (95)          | 37 (98)          | 40 (104)         | 41 (105)         | 43 (109)         | 43 (110)         | 39 (103)         | 43 (110)         | 41 (106)         | 38 (101)         | 35 (95)          | 43 (110)         |
| 平均最高気温 °C （°F） | 20 (68)          | 21 (69)          | 21 (69)          | 23 (73)          | 24 (75)          | 26 (79)          | 29 (84)          | 29 (85)          | 29 (84)          | 26 (79)          | 23 (73)          | 20 (68)          | 24 (76)          |
| 平均最低気温 °C （°F） | 5 (41)           | 6 (43)           | 7 (45)           | 9 (48)           | 12 (53)          | 14 (57)          | 16 (60)          | 16 (61)          | 15 (59)          | 12 (53)          | 7 (45)           | 4 (40)           | 10 (50)          |
| 最低気温記録 °C （°F） | −6 (22)          | −4 (25)          | −2 (29)          | −1 (31)          | 2 (35)           | 4 (39)           | 6 (42)           | 7 (45)           | 4 (40)           | 1 (34)           | −1 (30)          | −4 (25)          | −6 (22)          |
| 降水量 mm （inch）     | 75.2 (2.96)      | 78 (3.07)        | 70.9 (2.79)      | 19.6 (.77)       | 7.1 (.28)        | 2.5 (.10)        | 0.3 (.01)        | 3.6 (.14)        | 8.6 (.34)        | 10.2 (.40)       | 31 (1.22)        | 45.5 (1.79)      | 352.3 (13.87)    |
| 出典：Weather Channel  |                  |                  |                  |                  |                  |                  |                  |                  |                  |                  |                  |                  |                  |

## 姉妹都市
アーバイン市は以下の都市と姉妹都市の関係にある。
- エルモシージョ市（メキシコ）
- つくば市（日本）
- 桃園市（台湾）

### 姉妹都市論争
2006年5月30日、アーバイン市当局は中華人民共和国（中国）上海市の徐匯区と姉妹都市関係を結ぶ協定を行った。後に、中国側の抗議によりアーバイン市の姉妹都市に中華民国（台湾）の桃園市がある事が問題になった。中国及び上海市側の姿勢としては台湾と関係を持つことは許し難い。協定書には今後、桃園市との姉妹都市関係を切るよう要求する内容が含まれていた。上海市側は桃園市との関係を切るようアーバイン市に要求。これによりアーバイン市の職員は桃園市へ公式訪問出来ない事態となった（なお、この姉妹都市関係の協定は台湾主権問題に関する、合衆国政府の立場の問題により自動的には発効しない）。この上海との協定が公表された後、台湾系アメリカ人のコミュニティーを中心に反発が起こり、1万人の抗議が寄せられた。2006年6月27日、アーバイン市議会には契約破棄を要求するデモ隊200名が集まった。市長は台湾側に謝罪すると同時に、中国の行動を「汚い陰謀」と非難した。

## アーバイン出身の著名人
- アダム・キーフ - バスケットボール選手
- ギャレット・アトキンス - 野球選手
- ナターシャ・ワトリー - ソフトボール選手
- ジェイソン・レザック - 水泳選手
- アーロン・ピアソル - 水泳選手
- アマンダ・ビアード - 水泳選手
- ウィル・フェレル - 俳優、コメディアン、プロデューサー
- ニコール・パーカー - 女優、コメディアン、声優
- テイクン - メロディック・ハードコアバンド
- スライス - ポスト・ハードコアバンド
- 各務華梨 - 声優、DJ